# Sant'Ilario dello Ionio
Sant'Ilario dello Ionio là một local municipality in the tỉnh Reggio Calabria trong vùng Calabria, Ý, có cự ly khoảng 105 km về phía tây nam của Catanzaro và khoảng 85 km về phía đông của Reggio Calabria. Tại thời điểm ngày 31 tháng 12 năm 2004, đô thị này có dân số 1.346 người và diện tích là 13,8 km².
Sant'Ilario dello Ionio giáp các đô thị: Antonimina, Ardore, Ciminà, Locri, Portigliola.